# Käthe Schuftan
Käthe Fanny Schuftan (* 12. Januar 1899 in Breslau; † 21. Februar 1958 in Manchester) war eine deutsche Malerin jüdischer Herkunft und antifaschistische Widerstandskämpferin, die aus Nazi-Deutschland nach England emigrierte.

## Leben und Werk
Käthe Schuftan kam aus einer emanzipierten jüdischen bürgerlichen Breslauer Familie. Ihre Eltern waren der Chemiker Georg Schuftan und dessen Ehefrau Else, geb. Mugdan. Ihr Bruder war der Chemiker Paul Schuftan (1896–1989), ihre jüngere Schwester Lotte.
Käthe Schuftan studierte an der Staatlichen Akademie für Kunst und Kunstgewerbe Breslau und in München. Einer ihrer Lehrer war in Breslau Hans Leistikow. Anschließend arbeitete sie freischaffend in Breslau. Dort beteiligte sie sich 1926 als Mitglied des neu gegründeten Vereins Farbige Stadt an dessen erster Ausstellung. Der Verein widmete sich der farbigen Neubelebung der Städte. Ihm gehörten u. a. auch Leistikow und Viktor Tischler an. Käthe Schuftan zeigte ein Bild, auf dem sie „die ungemischten Komplementärfarben in einer Straße einander gegenüberstellt.“
Käthe Schuftan war eng mit dem sozialdemokratischen Politiker Ernst Eckstein befreundet, unter dessen Einfluss sie sich politisierte. Sie zog 1934 nach Berlin, wo sie am Hohenzollerndamm 206 wohnte, und arbeitete als freischaffende Künstlerin. Sie beteiligte sie sich mit ihrer Schwester an antifaschistischen Aktivitäten der Sozialistischen Arbeiterpartei Deutschlands (SAP). Insbesondere leistete sie Kurierdienste, sie verbreitete illegales Material und erledigte Schreibarbeiten für Walter Fabian. Am 25. November 1933 wurde sie von der SA festgenommen und in das ehemalige Volkshaus in Berlin-Charlottenburg gebracht. Die SA hatte dort in den Kellern ein „wildes“ Konzentrationslager errichtet, in dem vor allem mittlere und untere Funktionäre der KPD, SPD und der Gewerkschaften festgehalten und gefoltert wurden. Käthe Schuftan beschrieb 1957, wie sie dort von SA-Leuten seelisch und körperlich schwer misshandelt wurde. Alle Bilder in ihrer Wohnung wurden zerstört. Am 23. März 1934 kam sie in Untersuchungshaft der Gestapo, und am 1. Dezember 1934 wurde sie vom Volksgerichtshof in dem großen Verfahren „Max Köhler und Genossen“ als für die Zeitungs- und Flugblattverteilung der SAP im Bezirk Berlin West verantwortlicher „Techniker“ wegen Planung von Hochverrat zu zwei Jahren Gefängnis, abzüglich der Zeit ihrer Untersuchungshaft, verurteilt. Weitere Angeklagte waren neben Köhler (1887–1975) u. a. Edith Baumann, Stefan Szende und Klaus Zweiling.
1937 wurde im Rahmen der deutschlandweiten konzertierten Aktion „Entartete Kunst“ aus den Kunstsammlungen der Stadt Breslau im Schlossmuseum und dem Schlesischen Museum der Bildenden Künste vier ihrer Bilder beschlagnahmt. 1938 schuf Käthe Schuftan die Einbandzeichnung des Buchs von Herbert Friedenthal (d. i. Herbert Freeden) Ein Schiff unterwegs. Die Geschichte einer Überfahrt (Verlag J. Goldstein, Berlin).
Im Juni 1939 floh sie aus dem NS-Staat. Ihr Bruder war bereits 1936 nach England emigriert. Sie kam nach Manchester und arbeitete in einer Munitionsfabrik. In ihrer Freizeit betätigte sie sich weiter als Malerin. Erst nach Kriegsende konnte sie davon leben und sie erhielt die Britische Staatsbürgerschaft.
Käthe Schuftan war u. a. mit dem Bildhauer John Milne (1931–1978) und dem bildenden Künstler und Schriftsteller Eugene Halliday (1911–1987) befreundet und gehörte mit Lawrence Stephen Lowry, Emmanuel Levy (1900–1986), Jose Christopherson (1914–2014) und Emmeline Boulton (1912–2008) zur Manchester Group, einer Ausstellungsgruppe von Malern.
Kurz vor ihrem Ableben wurde ihr von der Bundesrepublik eine Entschädigung nach dem Bundesentschädigungsgesetz zugesprochen.
Der Nachruf der Malerin Margo Ingham (1918–1978) für Käthe Schuftan erschien am 24. Februar 1958 im Manchester Guardian.

## Rezeption
Käthe Schuftan habe „in einem expressionistischen Stil gearbeitet, der an Käthe Kollwitz’ soziales Pathos erinnert“.
Josef Paul Hodin

## Werke

### 1937 als „entartet“ aus öffentlichen Sammlungen nachweislich beschlagnahmte Werke
- Auf dem Weg (Aquarell; Kunstsammlungen der Stadt Breslau; 1940 zur „Verwertung“ auf dem Kunstmarkt an den Kunsthändler Bernhard A. Böhmer. Verbleib ungeklärt.)
- Proletarierin (Aquarell; Kunstsammlungen der Stadt Breslau; vernichtet)
- Dirne (Aquarell; Schlesisches Museum der bildenden Künste; vernichtet)
- Drei Frauen auf einer Bank (Zeichnung; Schlesisches Museum der bildenden Künste; vernichtet)

### Weitere Werke (Auswahl)
- Eva und der Versucher (1948, Aquarell)[8]

## Ausstellungen (unvollständig)

### Einzelausstellungen
- 1929: Breslau (Zeichnungen und Aquarelle)
- Dezember 1933: Breslau
- 1951: Prestbury, Cheshire, Whitethorn Cottage (Aquarelle)
- 1955: Manchester, Gibb's Bookshop

#### Postum
- 1958: Peel Park, Salford, Salford Museum and Art Gallery (Retrospek-tive)
- 2019/2020: Pontfadog, Tan-y-Garth Hall Retreat („The Art of Eugene Halliday and Käthe Schuftan“)

### Gruppenausstellungen
- 1940, 1941, 1942: Manchester, Manchester Academy of Fine Arts (Frühjahrsausstellungen)
- 1943: Manchester, Manchester Ballet Club (Ausstellung zugunsten des „Mrs. Churchill’s Aid to Russian Fund“)
- 1945: Manchester, Manchester Ballet Club („Sieben Maler“; mit Margo Ingham, John Bold, Theodore Major, John Bowes, Ned Owens und W.J. Colclough)
- 1946: Manchester, Manchester Ballet Club (mit Ian Grant, Harold Hemingway, John Bowes, Richard Weisbrod, Rodger Sumner, John Bold, E. G. Cowap und Bernard O’Connell)
- 1947: Manchester, Gibb's Bookshop (mit Eugene Halliday, Jose Christopherson, N.G. Hopwood und J. Gordon Smith)
- 1948: Manchester, The Mid-Day Studios („Pub Scenes“; mit Kathleen Herring, Ronald Allan, John Crank, Margaret Wilson, H.P. Griffiths, K. Greenhalgh und Aleksander Ferworn)